# L'Amour caché
Pour plus de détails, voir Fiche technique et Distribution.
L'Amour caché (L'amore nascosto) est un film italo-belgo-luxembourgeois réalisé par Alessandro Capone, sorti en 2007 et en France le 5 août 2009.

## Synopsis
Danielle est internée dans une clinique et soignée pour dépression après plusieurs tentatives de suicide. D'abord mutique, elle finit par révéler à sa psychothérapeute la raison de son mal-être. Depuis la naissance de sa fille Sophie, elle s'est toujours sentie coupable de ne pas éprouver d'amour maternel envers elle. Comme la fillette, en grandissant, reflétait toujours davantage ce manque d'amour et renvoyait à sa mère sa propre image, Danielle a fini par détester sa fille, ou du moins s'est elle persuadée qu'elle la détestait. Un fossé d'incompréhension mutuelle s'est creusé entre elles.
Bien que le Dr Nielsen, le médecin psychologue de Danielle, ait compris la souffrance de sa patiente, au point d'en être affectée dans sa vie personnelle, elle ne parvient pas à l'en guérir. Ce n'est qu'après qu'un accident est arrivé à Sophie que sa mère s'avoue enfin, et ressent, tout l'amour caché qu'elle lui portait.

## Fiche technique
Sauf indication contraire, les informations mentionnées dans cette section peuvent être confirmées par la base de données cinématographiques Unifrance,  présente dans la section « Liens externes ».
- Titre français : L'Amour caché
- Titre original : L'amore nascosto[1]
- Réalisation : Alessandro Capone
- Scénario : Alessandro Capone et Luca D'Alisera, d'après le livre de Danielle Girard
- Photographie : Luciano Tovoli
- Chef opérateur : Luciano Tovoli
- Montage : Roberto Perpignani
- Musique : Riccardo Fassi et Lawrence Morris
- Producteurs : Mark Hammond, Massimo Cristaldi, Joseph Rouschop, Donato Rotunno
- Distribution : Zelig Films
- Pays d'origine :  Italie /  Belgique /  Luxembourg
- Langue : italien, français, néerlandais
- Genre : Film dramatique
- Durée : 90 minutes  (1 h 30)
- Dates de sortie : 
  -  Canada : 13 septembre 2007 (Festival international du film de Toronto)
  -  Italie : 29 décembre 2007 (Festival Capri-Hollywood) / 5 juin 2009 (sortie nationale)
  -  France : 5 août 2009

## Distribution
- Isabelle Huppert : Danielle Gérard
- Greta Scacchi : Madeleine Nielsen
- Mélanie Laurent : Sophie Marquand
- Olivier Gourmet : Maurice Nielsen